# Jean-Joseph Pougeard du Limbert
Jean-Joseph Pougeard du Limbert est un général et homme politique français né le 30 mars 1786 à Confolens (Charente) et mort le 9 janvier 1848 à Limoges (Haute-Vienne).

## Biographie
Fils de François Pougeard du Limbert, ancien député, il entre dans l'armée en 1812. Maintenu en activité sous la Restauration, il est colonel en 1830 et maréchal de camp en 1842. Il est député de la Charente de 1831 à 1839 et de 1842 à 1846, siégeant dans la majorité soutenant les ministères de la monarchie de Juillet. 
Marié en 1815 à Delphine Jourdan, fille du maréchal Jean-Baptiste Jourdan il est le père, entre autres, du préfet Henri Pougeard-Dulimbert.

## Sources
- « Jean-Joseph Pougeard du Limbert », dans Adolphe Robert et Gaston Cougny, Dictionnaire des parlementaires français, Edgar Bourloton, 1889-1891 [détail de l’édition]
- Jacques Perot, "Un officier confolentais sous le Premier Empire: Jean-Joseph Pougeard du Limbert, les guerres et les siens", La Charente sous le Premier Empire, Colloque du 22 septembre 2018 au château de Verteuil, Editions Douin, 2018,  (ISBN 9782354981976)